# Ulla Klomp
Ulla Klomp (auch: Ursula E. Hochstätter-Klomp, früherer Name: Ursula Hochstätter, * 1. Juni 1945 in Bad Salzuflen) ist eine deutsche Schriftstellerin und Künstlerin.

## Leben
Ulla Klomp wuchs in Bremen auf, wo sie im musischen Zweig des Kippenberg-Gymnasiums die Fächer Zeichnen, Malerei und Keramik absolvierte. Nach dem Abitur studierte sie Germanistik und Geografie in Köln. Sie war zwei Jahrzehnte lang als Lehrerin tätig, von 1978 bis 1985 an der Deutschen Schule in Kopenhagen. Daneben wirkte sie an Schulbüchern für das Fach Deutsch als Fremdsprache mit. Seit 1997 ist sie freie Schriftstellerin und Künstlerin. Sie lebt in Waldkirch bei Freiburg und im schweizerischen Bellwald.
Ulla Klomp ist Verfasserin von Romanen, Erzählungen und Gedichten; sie präsentiert ihre Texte auch im Rahmen von szenischen Lesungen und Performances. Außerdem ist sie als Malerin, Zeichnerin und Fotografin tätig; sie war an zahlreichen Ausstellungen in Deutschland und den Niederlanden beteiligt.
Ulla Klomp ist Mitglied des PEN-Zentrums Deutschland, des Verbandes Deutscher Schriftsteller und der Autorenvereinigung „Die Kogge“.

## Werke
- Kalt muß es sein schon lang, Frankfurt am Main 1981 (unter dem Namen Ursula Hochstätter)
- Thema Weihnachten, Kopenhagen 1985 (unter dem Namen Ursula Hochstätter, zusammen mit Georg Schjørring)
- Neue Text-Parade, Kopenhagen (unter dem Namen Ursula Hochstätter)
  - 1 (1986)
  - 2 (1988)
- Thema Abenteurer, Kopenhagen 1986 (unter dem Namen Ursula Hochstätter, zusammen mit Georg Schjørring)
- Kümmel und Karotte, München 1998
- Uropas Kiste, Wien 2003
- Grenzgänger, Wien 2004
- Klecks – ich glaub' du hast 'ne Meise!, Norderstedt 2009
- Die Landschaft hinter dem Wort, Norderstedt 2010

## Herausgeberschaft
- Das Dach ist dicht, wozu noch dichter, Dortmund 1996 (herausgegeben unter dem Namen Ursula Hochstätter-Klomp)
- Lebenszug, Sankt Augustin 1997 (herausgegeben unter dem Namen Ursula Hochstätter-Klomp)